# Michelle Nicastro
Michelle Nicastro (Washington, D.C., 31 de março de 1960 – Los Angeles, 4 de novembro de 2010) foi uma atriz e cantora norte-americana. Dublou a Princesa Odette na trilogia The Swan Princess.